# G-елементи
g-елементи періодичної таблиці елементів — це сукупність елементів періодичної таблиці, на електронній оболонці яких знаходяться валентні g-електрони з найвищою енергією та орбітальним квантовим числом ℓ = 4. Цей блок охоплює також гіпотетичні суперактиноїди, що знаходяться у 8 періоді періодичної системи елементів. Позначення буквою g для блоку було вибране з алфавіту, тому що вона слідує за f по порядку.
Чи вміщатиме цей блок 18 елементів є лише припущенням. Екстраполяція правила Маделунга, за концепцією актинідів Гленна Сіборга приводить до існування у блоці g 18 елементів (номери 121—138), у той час як метод Гартрі — Фока вказує на існування 22 елементів (121—142) з охопленням суперактиноїдів.

## Таблиця
| ↓ Період |         |         |         |         |         |         |         |         |         |         |         |         |         |         |         |         |         |         |
| 8        | 121 Ubu | 122 Ubb | 123 Ubt | 124 Ubq | 125 Ubp | 126 Ubh | 127 Ubs | 128 Ubo | 129 Ube | 130 Utn | 131 Utu | 132 Utb | 133 Utt | 134 Utq | 135 Utp | 136 Uth | 137 Uts | 138 Uto |
| 9        | 171 Upp | 172 Usb | 173 Ust | 174 Usq | 175 Usp | 176 Ush | 177 Uss | 178 Uso | 179 Use | 180 Uon | 181 Uou | 182 Uob | 183 Uot | 184 Uoq | 185 Uop | 186 Uoh | 187 Uos | 188 Uoo |

Жоден з елементів блоку поки ще не був синтезований, хоча спроби синтезу унбібію здійснювались. Про ці суперактиноїди поки відомо дуже мало.